# Ріг (Шосткинський район)
Ріг — село в Україні, у Середино-Будській міській громаді Шосткинського району Сумської області. Населення становить 9 осіб. До 2020 орган місцевого самоврядування — Пигарівська сільська рада.

## Географія
Село Ріг знаходиться за 1 км від правого берега річки Бичиха, на протилежному березі — село Степне. На відстані 0,5 км розташоване село Новосовське (ліквідоване 1988 р.).

## Символіка
На гербі зображена рогата корова і безрога вівця, що вказує на назву населеного пункту (герб є промовистим). Крім того в селі була молочна ферма ВРХ та вівцеферма. Червоний колір - річка Бичиха, чорний - родючі землі.

## Історія
Село було засноване в 1925 році переселенцями з навколишніх хуторів і сіл. Воно було невеликим населеним пунктом і в 1926 році налічувало 34 двори, в яких проживало 210 жителів, а в середині 50-х років минулого століття — близько 40 дворів і понад 150 жителів.
У післявоєнні роки в селі працювала молочнотоварна ферма на 100 голів великої рогатої худоби, вівцеферма на 200 овець, магазин, дитячий садок і початкова школа.
У 60-х роках минулого століття населений пункт потрапив у розряд неперспективних і почав занепадати.
12 червня 2020 року, відповідно до Розпорядження Кабінету Міністрів України № 723-р «Про визначення адміністративних центрів та затвердження територій територіальних громад Сумської області» увійшло до складу Середино-Будської міської громади.
19 липня 2020 року,  в результаті адміністративно-територіальної реформи та ліквідації Середино-Будського району, село увійшло до Шосткинського району.